# 散歩する侵略者
『散歩する侵略者』（さんぽするしんりゃくしゃ）は、前川知大が主宰する劇団イキウメの2005年初演の舞台、およびこれを原作とする2007年出版の小説、2017年公開の日本映画。

## あらすじ
人間の運命の9割は魂によって定められている。現世でその運命を全うした魂は来世へとつながれ成長を続ける。だが、中には予定外に死亡し、運命どおりにいかず、石となり砕け散ってしまう魂もある。それを防ぎ魂を適切に管理することが、桜井と天野の仕事である。魂が消えゆく危機にある時、2人は現れる。

## 舞台

### 2005年版
2005年10月に東京サンモールスタジオにて上演。

### 2007年版
2007年9月12日-16日に東京青山円形劇場、同年9月29日・30日に大阪HEP HALLにて上演。
- 加瀬鳴海 - 岩本幸子
- 加瀬真治 - 安井順平
- 桜井 - 盛隆二
- 船越明日美 - 町田晶子
- 船越浩紀 - 國重直也
- 丸尾 - 瀧川英次
- 長谷部 - 浜田信也
- 天野 - 日下部そう
- あきら - 内田慈
- 車田 - 宇井タカシ

### 2011年版
2011年4月23日、24日にKAAT 神奈川芸術劇場大スタジオ、同年5月13日-29日に東京シアタートラム、同年6月4日・5日に大阪ABCホール、同年6月12日に北九州芸術劇場中劇場にて上演。
- 加瀬鳴海 - 伊勢佳世
- 加瀬真治 - 窪田道聡
- 桜井 - 浜田信也
- 船越明日美 - 岩本幸子
- 船越浩紀 - 安井順平
- 丸尾 - 森下創
- 長谷部 - 坂井宏充
- 天野光夫 - 大窪人衛
- 立花あきら - 加茂杏子
- 車田 - 盛隆二

### 2017年版
2017年10月27日－11月19日に東京シアタートラム、同年11月23日－11月26日に大阪ABCホール、同年12月3日に北九州芸術劇場中劇場にて上演。
- 加瀬鳴海 - 内田慈
- 加瀬真治 - 浜田信也
- 桜井正蔵 - 安井順平
- 船越明日美 - 松岡依都美
- 船越浩紀 - 板垣雄亮
- 丸尾清一 - 森下創
- 長谷部航 - 栩原楽人
- 天野真 - 大窪人衛
- 立花あきら - 天野はな
- 車田寛治 - 盛隆二

## 小説
- 『散歩する侵略者』
  - 単行本：メディアファクトリー、2007年12月12日発行、ISBN 978-4840121095
  - 文庫本：角川文庫、2017年7月25日発行、ISBN 978-4041026304

劇団イキウメの主宰であり、劇作家・演出家も務める前川知大が、自身の舞台を元にした小説。

## ラジオドラマ
2010年3月13日、NHK-FM放送・FMシアター枠において、前川知大自らの脚色により『散歩する侵略者～鳴海と真治の二週間～』のタイトルでラジオドラマ化された。出演：酒井若菜、二階堂智 ほか。

## 映画
2017年9月9日公開。全国181スクリーンで公開され、2017年9月9、10日の初日2日間で興収4,200万円、動員3万1,000人になり、映画観客動員ランキング（興行通信社調べ）で初登場第10位となった。
第70回カンヌ国際映画祭「ある視点」部門に出品され、北米ほか世界21か国で公開されることが決定した。
スピンオフドラマ『予兆 散歩する侵略者』が製作された。（#スピンオフドラマ参照。）

### キャスト (映画)
- 加瀬鳴海 - 長澤まさみ
- 加瀬真治 - 松田龍平
- 天野 - 高杉真宙
- 立花あきら - 恒松祐里
- 明日美 - 前田敦子
- 丸尾 - 満島真之介
- 車田 - 児嶋一哉（アンジャッシュ）
- 鈴木 - 光石研
- 牧師 - 東出昌大
- 医者 - 小泉今日子
- 品川 - 笹野高史
- 桜井 - 長谷川博己

### スタッフ (映画)
- 監督 - 黒沢清
- 原案、原作 - 散歩する侵略者（劇団イキウメ。作・演出 前川知大）
- 脚本 - 田中幸子、黒沢清
- 音楽 - 林祐介
- 製作 - 中山良夫、永山雅也、大村英治、大角正、藪下維也、三宅容介、大柳英樹、松田美由紀、桜井良樹
- エグゼクティブプロデューサー - 門屋大輔、千葉善紀、青木竹彦
- 企画プロデュース - 石田雄治、藤村直人
- プロデューサー - 荒川優美、高嶋知美、飯塚信弘
- アソシエイトプロデューサー - 大瀧亮
- 撮影監督 - 芦澤明子
- 照明 - 永田英則
- 録音 - 渡辺真司
- VE＆DIT - 鏡原圭吾
- 美術 - 安宅紀史
- 装飾 - 山田智也
- スタイリスト - 纐纈春樹
- ヘアメイク - HAMA
- 編集 - 高橋幸一
- 音響効果 - 柴崎憲治
- 音楽プロデューサー - 和田亨
- VFXプロデューサー - 浅野秀二
- VFXディレクター - 横石淳
- スクリプター - 柳沼由加里
- 助監督 - 北野隆
- 制作担当 - 相良晶
- 製作 - 2017『散歩する侵略者』製作委員会（日本テレビ放送網、日活、WOWOW、松竹、読売テレビ放送、ポニーキャニオン、ニッポンプランニングセンター、オフィス作、ヒラタオフィス）
- 企画 -日活
- 制作プロダクション - ジャンゴフィルム
- 配給 - 松竹、日活
- 助成 - 文化庁文化芸術振興費補助金
- 音響方式 - ドルビーサラウンド7.1

### 受賞歴
- 第9回TAMA映画賞[10]
  - 最優秀作品賞
  - 最優秀女優賞（長澤まさみ） ※『銀魂』『追憶』『金メダル男』と合わせて受賞。
  - 最優秀新進男優賞（高杉真宙） ※『逆光の頃』『トリガール!』『想影』『ReLIFE リライフ』『PとJK』と合わせて受賞。
- 第72回毎日映画コンクール[11]
  - 女優主演賞（長澤まさみ）
  - スポニチグランプリ新人賞（高杉真宙）
- 第27回東京スポーツ映画大賞 主演女優賞（長澤まさみ）[12]
- 第91回キネマ旬報ベスト・テン 日本映画ベスト・テン第5位[13]
- 第41回日本アカデミー賞[14]
  - 優秀監督賞（黒沢清）
  - 優秀主演女優賞（長澤まさみ）
- 芸術選奨文部科学大臣賞 映画部門（黒沢清）[15]

### スピンオフドラマ
映画のアナザーストーリーとなるテレビドラマ『予兆 散歩する侵略者』が、WOWOWで2017年9月19日より放送され、WOWOWメンバーズオンデマンドでは同年9月8日より先行配信されている。映画版にも出演している東出昌大が映画版とは別の役で出演している。
全5話のドラマを140分に再編集した劇場版が、2017年11月11日に公開。

#### あらすじ（スピンオフドラマ）
共働きの主婦・山際悦子（夏帆）は、同僚のみゆき（岸井ゆきの）から、「家に幽霊がいる」と告白される。同居の父親を認識できずに幽霊だと怯えるみゆき。病院では「家族」の〔概念〕が欠落していると診断された。院内で夫の辰雄と出会う悦子。臨床工学技師として勤めている辰雄は、新任の外科医・真壁司郎（東出昌大）を紹介した。真壁のただならぬ雰囲気に、直感的に人間ではない「異物」だと感じ取る悦子。
実は真壁は宇宙人で人間の姿を借り、辰雄の右手を握ることで支配して地球における「ガイド」としていた。地球を侵略する前に人間について理解しようと、先乗りした宇宙人たちが怒りや喜び等、人間の根本である「概念」を採集していたのだ。概念を奪われて廃人化する現象は世界中で多発していた。
ガイドでいれば侵略後も生き残れると協力し、自分が嫌っている人間たちを真壁に紹介する辰雄。一人から基本的に一つの概念を奪う真壁。しかし、次第にエスカレートして行く真壁に恐怖を感じた辰雄は、悦子の前で深酒をして取り乱した。病院に真壁を訪ね、辰雄を解放しろと交渉する悦子。悦子は真壁が人間ではないと見抜いた上に、真壁にも概念を奪うことが出来ない特別な人間だったのだ。
家にいた辰雄を引っ張り出して概念の採集に出かける真壁。死の恐怖を味わった犠牲者は恐怖の概念を奪われると同時に力尽き死んでしまった。殺人に怯えて逃げ帰った辰雄は、最初に真壁に掴まれた腕に激痛が走るようになった。
病院で職員や患者の全員から概念を奪う真壁。宇宙船が接近し能力が活性化したのだ。病院で厚生労働省の西崎と出会う悦子。政府は宇宙人の存在に気づいており、悦子が特殊な能力を持つことも探り出していた。
真壁を捕えた役人たちは概念を奪われない距離から取り囲み、近寄れる悦子に宇宙人との共存のための交渉を託した。しかし、まず夫の解放を密かに頼み込む悦子。西崎は悦子に護衛を付けられないからと護身用の拳銃を渡した。
月の近くに宇宙船らしき物体が現れ、市民たちが我先に避難を始めた。辰雄と共に逃げる悦子。だが、辰雄は腕の痛みに耐えられず途中の工場で倒れてしまった。辰雄を解放させる為に、捕われている真壁を脱出させて工場に連れて来る悦子。しかし、真壁は「辰雄の心の問題だ」と言って何もしなかった。最終的に真壁を銃で射殺し、辰雄を腕の痛みから解放する悦子。だがその時、地球侵略の先駆けである大雨が振り始めた。

#### キャスト（スピンオフドラマ）
- 山際悦子 - 夏帆
- 山際辰雄 - 染谷将太
- 真壁司郎 - 東出昌大
- 斉木葉子 - 中村映里子
- 浅川みゆき - 岸井ゆきの
- 小森医師 - 安井順平
- 川内和代 - 石橋けい
- 野上 - 吉岡睦雄
- 警官 - 大塚ヒロタ
- 浅川保 - 千葉哲也
- 田岡 - 諏訪太朗
- 粕谷の妻 - 渡辺真起子
- 粕谷 - 中村まこと
- 西崎 - 大杉漣

#### スタッフ（スピンオフドラマ）
- 監督 - 黒沢清
- 脚本 - 高橋洋、黒沢清
- 音楽 - 林祐介

#### 放送リスト（スピンオフドラマ）
- 第1話 2017年9月19日
- 第2話 2017年9月26日
- 第3話 2017年10月3日
- 第4話 2017年10月10日
- 第5話（最終話） 2017年10月17日